# Hans Thoma
Hans Thoma, född den 2 oktober 1839 i Bernau i Schwarzwald, död den 7 november 1924 i Karlsruhe, var en tysk målare.
Thoma började sina konststudier för Schirmer i Karlsruhe 1859, flyttade 1867 till Düsseldorf, vistades året därpå i Paris, återvände till Karlsruhe, begav sig till München 1870, till Italien 1874, var bofast i Frankfurt från 1877 till 1899, då han blev akademi- och museichef i Karlsruhe. Han började med att måla landskap från sin hembygd samt interiörer med figurer, helt osökta motiv ur det vardagliga livet. 
Hans tidiga arbeten har med rätta blivit betecknade som äkta tysk bondekonst. I Paris tog han intryck av Courbet och synes måleriskt påverkad även av Édouard Manet; senare märks intryck av Böcklin och av Victor Müllers sagobilder. Inflytande av italiensk 1400-talskonst och inte minst av gamla tyska mästare tillkom - med de sistnämnda, med Cranach och Dürer, var han andligt besläktad, liksom hans frändskap med nyare tyska målare, som Edward von Steinle, Ludwig Richter, Moritz von Schwind, är uppenbar. I skildringar av sin egen hembygd, dess folk och natur gav han sitt bästa, med varm känsla, trohjärtad innerlighet och okonstlad uppriktighet. På detta område är han mästare. Betydligt ojämn är han däremot i sin fantasikonst, i de motiv, där han ger sig in på Böcklins område (sjönymfer, tritoner, "De saligas ö" och dylikt) kan han visa sig banal och affekterad. Vida högre står en del sagomotiv - oftast i litografi eller träsnitt - där han ansluter sig till gamla tyska mästare. Hans långvariga, oavbrutna verksamhet har varit flödande och ytterst rikhaltig och har sträckt sig över de mest olika konstgrenar. Han har förutom vardagsgenre och landskap målat porträtt, religiösa och mytologiska motiv, han har dekorerat kaféer och utfört kyrkofresker, odlat grafisk konst, gjort illustrationer, mönster för vävnad och för keramik och har även försökt sig som skulptör. 
Han förblev länge förbisedd, höll sig fjärran från all ivran efter modernitet liksom efter publikgunt. Först omkring 1890 slog han igenom och blev då hälsad som en av samtidens betydande företrädare för germans kanda, för nationell tysk konst. Rent målerisk hade han likväl utan tvivel stått högre ett tjugotal år tillbaka i tiden. I tyska museer är han sedan länge rikligt representerad. Förutom hans många poesifyllda, fridsamma, idylliska landskap från Taunus och från Rhens stränder kan som typiska prov på hans konst i dess olika riktningar nämnas Byspelmannen (1871), Våridyll och Dalens väktare (1892, båda i Dresden), Söndagsfrid (1876, Hamburg), Såningsmannen (1892, senare varierad), Ensamhet (1874, München), Jesus och den samaritanska kvinnan (1881), Paradiset (1901), Kristus på korset och Kristus och Magdalena (väggmålningar i Peterskyrkan i Heidelberg, 1902), Maria som himladrottning och Schtrarzwalds beskyddarinna (1912, kyrkan i Bernau). Nationalmuseum i Stockholm äger ett litet landskap från 1893. Bland reproduktionsverk är i främsta rummet att nämna Thomavolymen i samlingen "Klassiker der Kunst", 1909; ett litet album, med text av G. Bergman, utkom i Stockholm 1904. Thoma behandlas i monografier av Meissner (1899), Lehrs (1900), Servaes (samma år), Ostini (1901), Spanier (1903), Bierbaum (1904) och Thode ("Böcklin und Thoma", 1905). Thoma utgav 1908 och 1919 sina levnadsminnen (Im Herbste des Lebens och Im Winter des Lebens). Thoma blev hedersdoktor vid flera universitet.

## Galleri

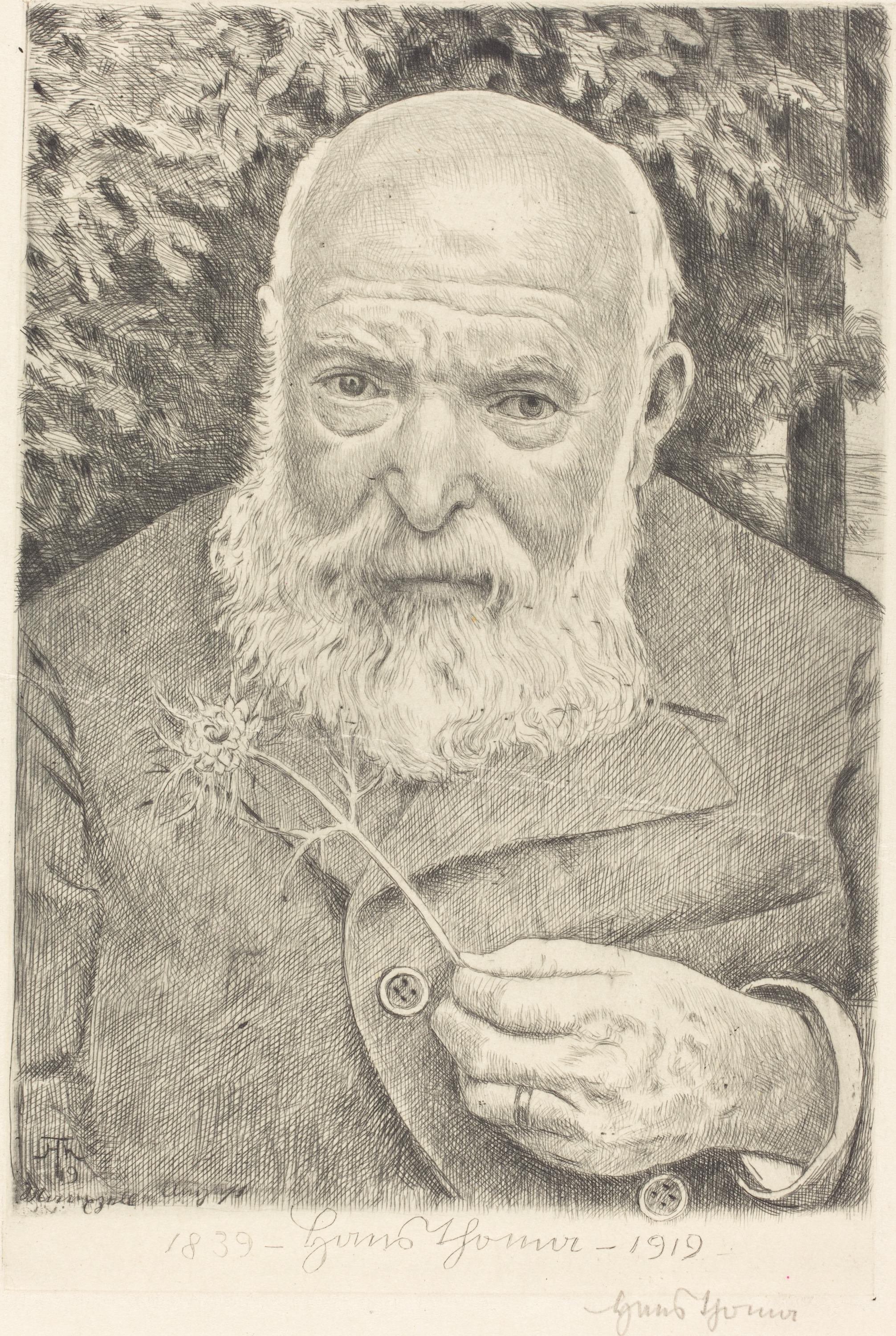
Självporträtt med blomma, 1919.
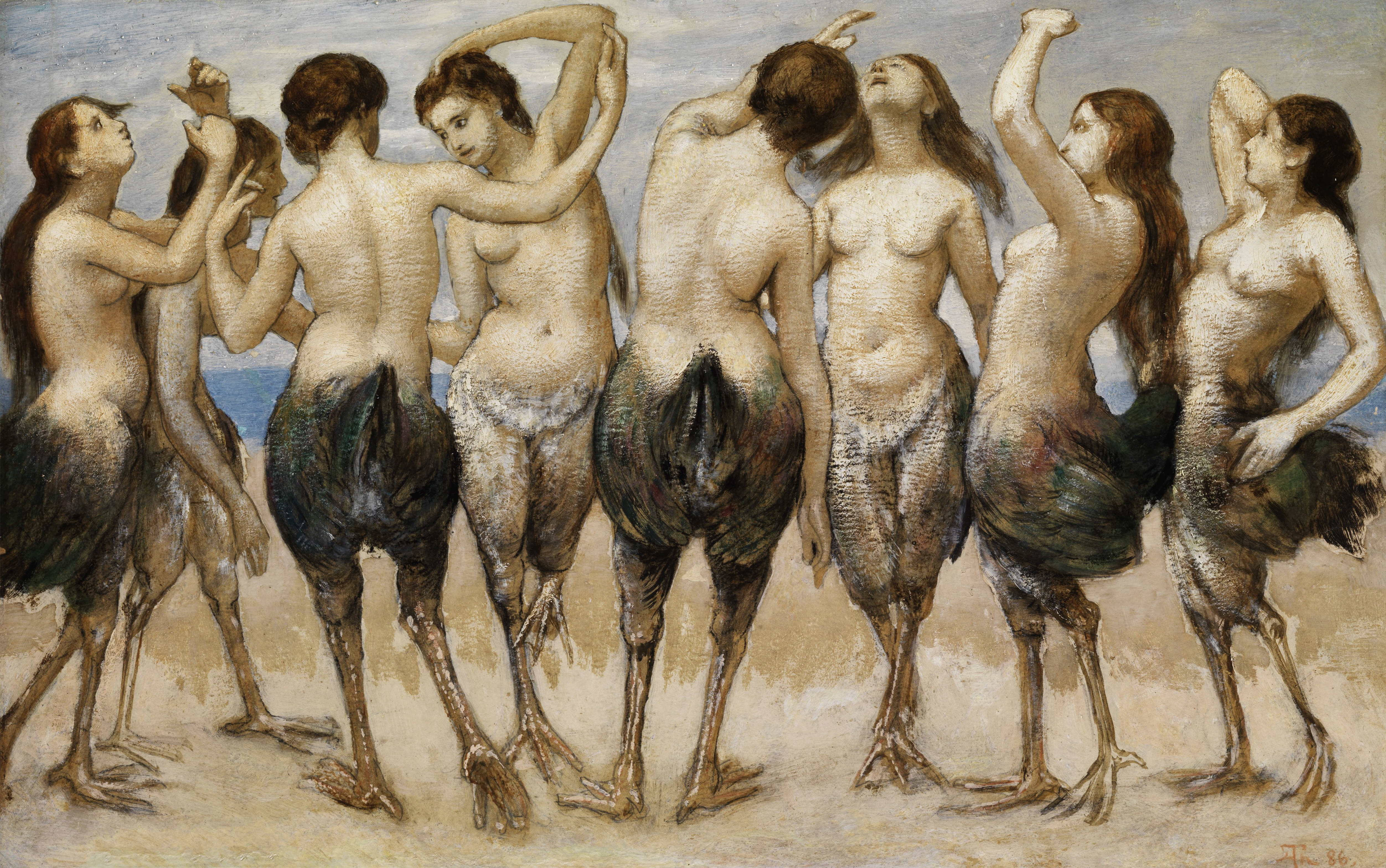
Åtta dansande kvinnor i fågelkroppar, 1886.
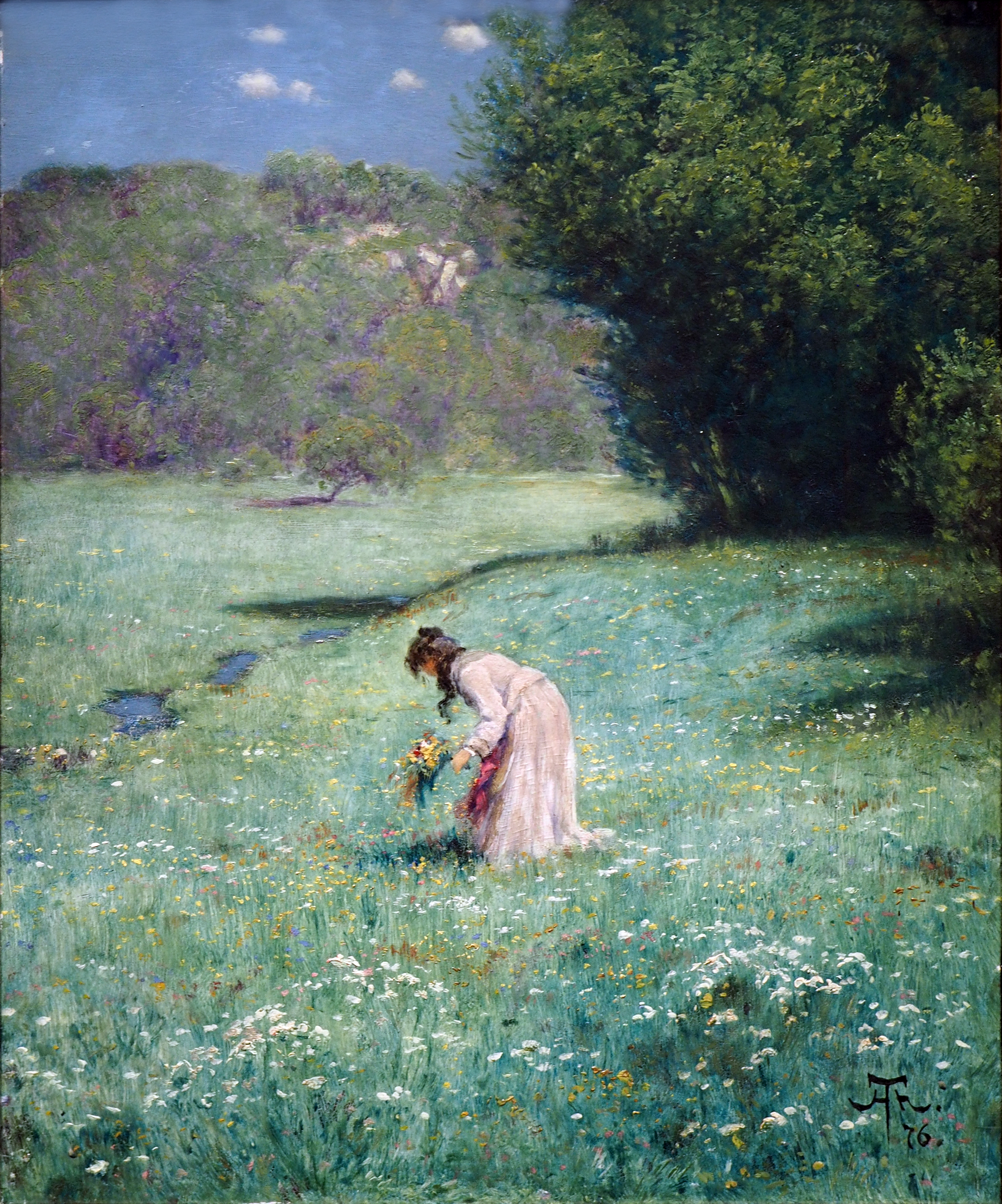
Skogsäng, 1876.
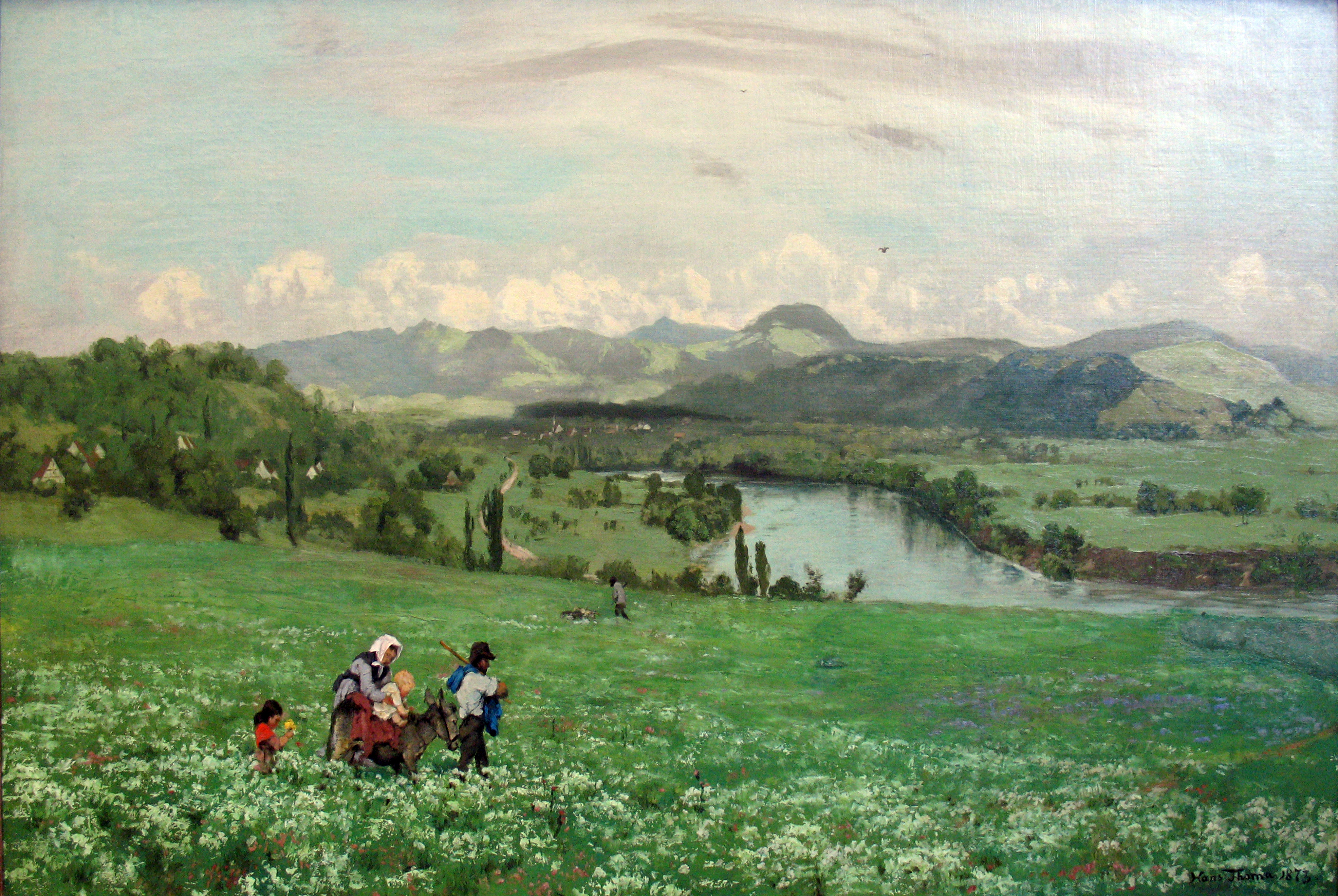
Rhen vid Saeckingen , 1873.

## Övrigt
Asteroiden 5492 Thoma är uppkallad efter honom.